# Венцислава Любенова
Венцислава Милчова Любенова е български политик от партия Волт. Народен представител от парламентарната група на „Продължаваме промяната“ в XLVII и XLVIII  народно събрание.

## Биография
Венцислава Любенова е родена на 28 август 1978 г. в Народна република България. Живее 18 години в Ирландия, след което се завръща в България. Има две висши образования – магистър по „Международен бизнес“ от Дъблинския университет по технологии и магистър по „Глобални информационни технологии и системи“.
Работила е като IT анализатор по киберсигурност и информационни технологии в компания, намираща се на 5-то място в света по фармацевтика, биотехнология и медицинска техника.
На парламентарните избори през ноември 2021 г. като кандидат за народен представител е 6-та в листата на „Продължаваме промяната“ за 16 МИР Пловдив – град, откъдето е избрана.